# Torre de la Chullera
La Torre de la Chullera és una torre alimara situada al litoral del municipi de Manilva, a la província de Màlaga. Igual que altres torres alimares del litoral mediterrani andalús, la torre formava part d'un sistema de vigilància de la costa emprat per àrabs i cristians i, com les altres torres, està declarada Bé d'Interès Cultural.
Té planta circular amb una base de 7,45 metres de diàmetre i una altura de 10 metres. Està situada en la punta de la Chullera, prop del límit entre les províncies de Màlaga i Cadis. Va ser construïda a principis del segle XVI. Va ser fabricada amb maçoneria de pedra petita calcària i vermella, col·locada en filades horitzontals. La seva posició estratègica permet dominar la costa gaditana fins al penyal de Gibraltar i els primers quilòmetres de la malaguenya.